# 적인걸: 측천무후의 비밀
《적인걸: 측천무후의 비밀》(중국어: 狄仁傑: 則天武后 祕密, 중국어: 狄仁傑之通天帝國)은 2010년 개봉된 중국의 영화이다.

## 줄거리
당나라 시대, 측천무후가 중국 최초의 여황제가 되려 하자, 이를 반대하는 세력들이 나타난다. 그녀의 궁궐을 감시하는 관음상이 세워지는 가운데, 관리가 갑자기 불타 죽는 기이한 사건이 발생한다. 연이어 비슷한 사건들이 발생하자, 측천무후는 감옥에 있던 전직 수사관인 적인걸을 불러 사건을 해결하려 한다.
적인걸은 무후의 시녀이자 감시자인 상괸징얼의 도움을 받아 수사에 착수한다. 수사 과정에서 적인걸은 독을 사용해 불을 일으키는 암살자들이 있다는 것을 알아낸다. 적인걸은 과거 자신의 친구였지만 반란에 가담했던 사퉈를 다시 만나고, 그를 통해 화충이라는 독충의 존재를 알게 된다. 또한, 어의였지만 자취를 감춘 당나귀 왕이 이 독충을 사용했다는 사실을 알아낸다.
조사를 진행하면서 적인걸은 암살자들이 황실 내부와 연결되어 있다는 사실을 감지한다. 적인걸은 황제가 죽은 이유와 측천무후의 통치에 대한 의문을 품게 되고, 마침내 황실 내부의 반역자들의 존재를 밝혀내지만, 그들은 이미 적인걸을 함정에 빠뜨릴 계획을 세운다. 
적인걸은 수사를 통해 상괸징얼이 황실의 반역자이자 암살자였으며, 측천무후가 그녀를 이용해 정적들을 제거하려 했다는 것을 알게 된다. 상괸징얼은 적인걸을 죽이려 하지만, 오히려 암살자들의 함정에 빠져 죽음을 맞이한다.
사건의 진실은 사퉈가 관음상의 건축을 담당하면서 몰래 함정을 파고, 측천무후를 살해하려던 계획을 세웠다는 사실이었다. 사퉈는 반역군을 일으켜 측천무후를 공격하려 하지만, 적인걸의 활약으로 그의 계획은 수포로 돌아간다. 적인걸은 사퉈를 처치하고, 측천무후를 구한다. 하지만 적인걸은 사건 해결 후에도 그녀의 궁정에 머무는 것을 거부하고, 은둔 생활을 선택한다.

## 배역
- 유덕화 - 적인걸
- 유가령 - 측천무후
- 리빙빙 - 정아
- 양가휘 - 사타

## 한국판 성우진(KBS)
- 홍시호 - 적인걸(유덕화)
- 신성호 - 사타(양가휘)
- 최문자 - 측천무후(유가령)
- 소연 - 정아(리빙빙)
- 윤세웅 - 배동래(등초)
- 이근욱 - 왕야(요로)
- 안종국 - 대인(진염)
- 이장원 - 설대인(유김산) / 왕려(오요한)
- 이규석 - 노인(왕덕순) / 장군(황영강)
- 최정호 - 왕야의 시종(서남)
- 김래환 - 통역가(조가림)
- 곽윤상 - 병사(시진)
- 이지환 - 육이(진효)
- 안찬이 - 왕야의 부인(부형윤)